# Cinéma structurel
Le cinéma structurel est une catégorie du cinéma expérimental nord-américain théorisée par le critique P. Adams Sitney (en) en 1969.

## Définition
P. Adams Sitney (en) définit ainsi le cinéma structurel : 

« Depuis le milieu des années 1960, plusieurs cinéastes ont émergé dont l’approche est assez différente, bien que dialectiquement apparentée à la sensibilité de leurs prédécesseurs. Michael Snow, George Landow (en), Hollis Frampton, Paul Sharits, Tony Conrad, Ernie Gehr et Joyce Wieland ont produit un nombre remarquable de films, apparemment à l’opposé du courant formaliste. Le leur est un cinéma fondé sur la structure dans lequel la forme d’ensemble, prédéterminée et simplifiée, constitue l’impression principale produite par le film. Le cinéma structurel insiste davantage sur la forme que sur le contenu, minimal et accessoire. Les quatre caractéristiques du cinéma structurel sont : plan fixe (image fixe du point de vue du spectateur), effet de clignotement, tirage en boucle et refilmage d'écran. Très rarement on trouvera ces quatre caractéristiques rassemblées en un seul film et il y a même des films structurels qui modifient ces éléments de base »

L’universitaire français Alain-Alcide Sudre précise, de son côté, qu’« au lieu d’exalter la liberté d’expression et l’improvisation, comme le fit le film underground, le film structurel tend ainsi vers une formalisation des démarches artistiques qui, contrôlées, à l’instar de la poésie, reposent sur un jeu de contraintes décidées a priori ».
Si le cinéma structurel s’est développé aux États-Unis et au Canada à la fin des années 1960, il eut quelques pionniers dont le principal est l’Autrichien Peter Kubelka (Schwechater, 1957-1958 ; Arnulf Rainer, 1958-1960), qui deviendra un proche de Jonas Mekas à partir de 1963, puis de tout le groupe américain.

## Positionnement artistique
Le cinéma structurel, sans être une école — aucun manifeste ne le précède, Sitney tirant ses règles de films déjà existants —, dominera, peu à peu, presque tout le cinéma expérimental des années 1970 et 1980, au point de se confondre avec ce dernier. Le renforcement de l'art-vidéo, l'apparition des laboratoires indépendants qui permettent aux cinéastes de développer eux-mêmes leurs films, déplacera les enjeux vers un cinéma (expérimental) plus lyrique, moins préoccupé de rythmes et de structures.
Dans son livre Une renaissance du cinéma, le cinéma underground américain (1962-1969), Dominique Noguez met, dans son essai, deux dates limites. La première, 1962, marque la structuration du milieu du cinéma expérimental américain par la fondation – due à Jonas Mekas et à une vingtaine de cinéastes –, à New York, de The Film-Makers' Cooperative (en) (une structure associative gérée par les cinéastes eux-mêmes), qui prend en dépôt et loue des films expérimentaux en versant un pourcentage aux réalisateurs. Pour la première fois (après diverses tentatives disparates et/ou avortées), les protagonistes de la scène expérimentale peuvent contrôler leur destin personnel, celui de leurs films et de leurs écrits). De nombreuses coopératives de ce type vont apparaître en Europe et ailleurs dans le monde. La seconde date, 1969, peut faire référence au texte de Sitney, mais, également, au fait que ce cinéma est déjà connu et reconnu (à partir de 1966 de nombreux cinéastes ne veulent plus être qualifiés d’« underground », de souterrains, de marginaux ; il se disent cinéastes à part entière).
Vers 1967, les départements de cinéma se sont multipliés dans les universités américaines et les enseignants, ne connaissant pas le cinéma expérimental, demandent conseil à Mekas qui organise, avec Peter Kubelka, P. Adams Sitney et Stan Brakhage, un comité de sélection ; ce comité conçoit la Collection du répertoire du cinéma essentiel (The Essential Cinema Repertory) riche de plus de trois cents titres. Ce corpus forme le noyau central de l’Anthology Film Archives. Mekas et Sitney parcourent le monde avec des sélections de films de leurs amis, et ce cinéma acquiert une grande notoriété. En 1967, la quatrième édition du Festival international du cinéma expérimental de Knokke-le-Zoute couronne Wavelengh de Michael Snow, un des archétypes du cinéma structurel, non encore théorise, mais déjà très pratiqué par les cinéastes américains et canadiens.

## Prolongements
En 1969, presque tous les ténors du cinéma structurel sont déjà en activité et ont donné des œuvres importantes : Hollis Frampton : Surface Tension, 1968), George Landow (The Film that Rise to the Surface of Clarified Butter, 1968), Paul Sharits (Razor Blades, 1965-1968), Michael Snow (Standard Time, 1967), Ernie Gehr (Reverberation, 1969), Ken Jacobs (Tom, Tom, The Piper’s Son, 1969).
Le cinéma expérimental américain est reconnu, une école typiquement nationale (le cinéma structurel) atteint une grande notoriété
Quelques œuvres majeures seront encore réalisées, comme Zorns Lemma (Hollis Frampton, 1970) ou La région Centrale (Michael Snow, 1971), en Amérique, mais les choses vont se décliner et se déplacer vers d’autres champs et contrées.
Les techniques du cinéma structurel deviendront un fond commun, formel et technique, où puiseront de nombreux cinéastes, pas toujours doués. Le raz-de-marée de films inspirés de ce courant domineront, en 1974, la sélection du dernier Festival international du cinéma expérimental de Knokke-le-Zoute et donneront une impression de déjà-vu lassant.
Mais des écoles nationales, s’appuyant sur cette tendance, l’acclimateront à d’autres sensibilités. Il en est ainsi, dans les années 1970, des courants « structurel-matérialiste » anglais (Peter Gidal (de), Fred Dummond, Guy Sherwin, William Raban (de), Chris Welsby (en), Malcolm Le Grice) et « post-structurel » français (Claudine Eizykman (en), Guy Fihman, Dominique Willoughby, Christian Lebrat, Jean-Michel Bouhours) qui lorgnent du côté de l’art conceptuel. 
« Ainsi, plus que dans le film structurel américain, précise Alain Alcide Sudre, au sujet de l’école britannique, on insiste ici sur la réflexivité d’une démarche dans laquelle le récepteur ne peut rester dans l’attitude d’admiration passive propre à la catharsis. Pour ce faire, dans ses films, dont Room Film 1973 (1973), Gidal privilégie les images au seuil l’identifiable, sans donner au spectateur la possibilité de se repérer dans un espace circonscrit » (Dictionnaire du cinéma mondial op.cit. page 340). Tandis que Christian Lebrat, souligne que « dans le cinéma structurel, le processus reste à découvrir (par exemple dans Wavelengh, de Michael Snow, on ne sait pas comment va se terminer le film, ni où exactement). Les films structurels ont un début et une fin bien identifiables. Il reste encore un embryon d’histoire, de narration : l’histoire même du processus dans certains cas. Dans le cinéma post-structurel, à l’inverse, le processus est activé dès le départ, il est là d’emblée. C’est comme une machine, un système dans lequel le spectateur doit rentrer ».
Des cinéastes originaux s’inspireront aussi, en Allemagne, à la même époque, du cinéma structurel : Wilhelm et Birgit Hein, Werner Nekes, Klaus Wyborny, ou Dore O (de).

## Hybridations variées
En ces années 1970, le cinéma expérimental américain est reconnu, une école typiquement nationale (le cinéma structurel) atteint une grande notoriété. De plus, on arrive dans une impasse, car le radicalisme de certains artistes, tel Tony Conrad et son film The Flicker (1965) – dans lequel sont alternés des plans noirs et blancs monochromes selon un nombre restreint de variations, qui génèrent un effet de clignotements éprouvant pour les yeux –, ne peut être dépassé, même par ceux qui le souhaitent. Ici, on atteint un seuil dans l’évolution pyramidale du cinéma expérimental américain. D’autres options esthétiques s'imposent.
Certains, comme Snow, Sharits, Frampton sont des artistes pluridisciplinaires et se trouvent en phase avec des courants comme Fluxus, le pop art, ainsi que l’apparition de l’art vidéo, de la musique de John Cage, du nouveau théâtre de Bob Wilson…Un milieu se forme qui n’est plus du tout marginal (underground). Le cinéma structurel est un langage neuf qui ne doit rien aux premières avant-gardes filmiques, il peut dialoguer avec tous ces novateurs.
Les artistes des années 1970 ont conscience de ce bouillonnement et des œuvres nouvelles, qui se citent mutuellement, apparaissent. Les critiques B. Ruby Rich (en), et Chuck Kleinhans (en), appellent cette tendance le « Nouvel Alexandrianisme », « qui affirme son aspect « autoréférentiel » en examinant non seulement la matérialité du film mais tout le matériel du monde cinématographqiue/artistique. Ces films, qui finissent par citer d’autres films d’avant-garde, des cinéastes et des critiques, nécessitent souvent une connaissance intime des vieux films pour en saisir les citations… Dans Rameau’s Nephew by Diderot (Thanks to Dennis Young) by Wilma Schoen de Snow (1974), une reconnaissance des différents acteurs (parmi lesquels : Michelson, Sitney, et le vidéaste, Nam June Paik) ainsi qu’une connaissance de leurs positions dans le monde du cinéma et de l’art sont toutes deux nécessaires pour apprécier l’ironie fondamentale du film ».
Malgré évolutions et hybridations, la marque du cinéma structurel est toujours présente dans le cinéma expérimental contemporain, au point de se confondre, parfois, avec lui.
Des cinéastes contemporains, particulièrement doués, comme Peter Tscherkassky, Martin Arnold, Matthias Müller et Christoph Girardet (en) utilisent, dans leurs films (souvent à base de found footage), la reprise, la boucle, comme les cinéastes traditionnels emploient le champ contre-champ. Ils retravaillent, avec une attention convulsive, toute plasticienne, le motif, le figuratif et le « figural ».
Phœnix Tapes de Christoph Girardet (en) et Matthias Müller (1999) est une sorte de chef-d’œuvre d’analyse critique formelle : ils ont pris des extraits d’une quarantaine de films d’Alfred Hitchcock et les ont sériés par thèmes qu’ils présentent en six parties qui « flashent », par l’image même (bien mieux qu’un documentaire), les obsessions du maître du suspense : les lieux, les objets (fétiches), les voyages en train, la mère, les femmes, la mort. Ces cinéastes auraient-il pu réaliser un tel film sans les techniques (et les tactiques) du film structurel ?
Dominique Païni s'interroge sur l'éclatement et la disparition du sujet humain dans le cinéma expérimental contemporain, encore très influencé par le film structurel (malgré l'existence du cinéma corporel issu de l'art corporel ou du « film-essai », entre autres) : « Mais paradoxalement, au-delà de la fiction entamée sinon détruite, au-delà de la téléologie narrative contrariée, au-delà des doutes distillés sur la fidélité des images, pour reprendre la belle formule du cinéaste expérimental Magritte, au-delà enfin de la critique des vertus mimétiques logées au cœur du dispositif cinématographique, c’est la représentation du corps humain – personnage et acteur – qui se trouve mise à mal, déconstruite, dispersée, atomisée comme à l’état de rébus dans l’espace temps du film. ».